# Dupla dupla

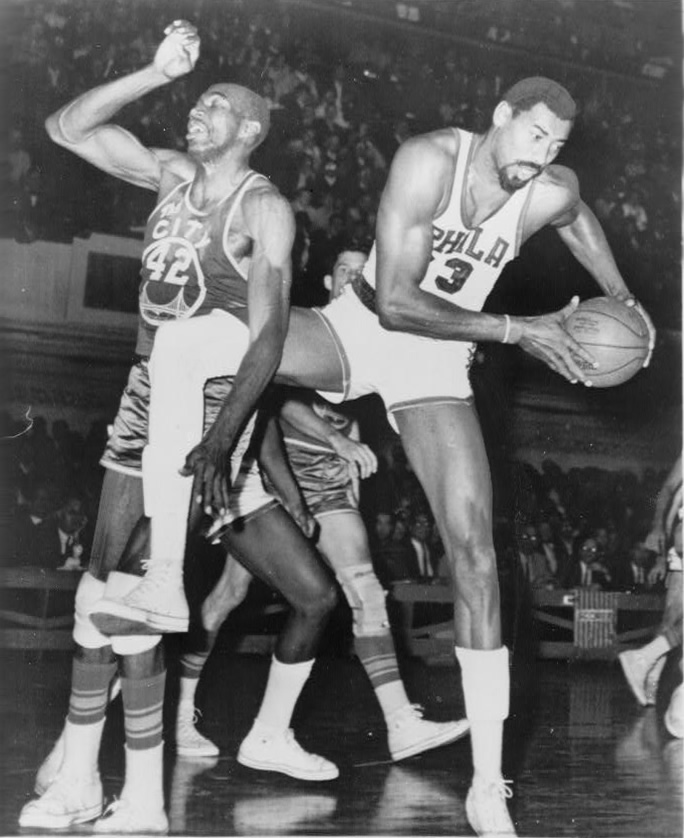
Wilt Chamberlain (jobbra) szerezte a legtöbb dupla duplát az NBA történetében, 968-at, míg Nate Thurmond (balra) tudhatja magáénak az első négyes duplát

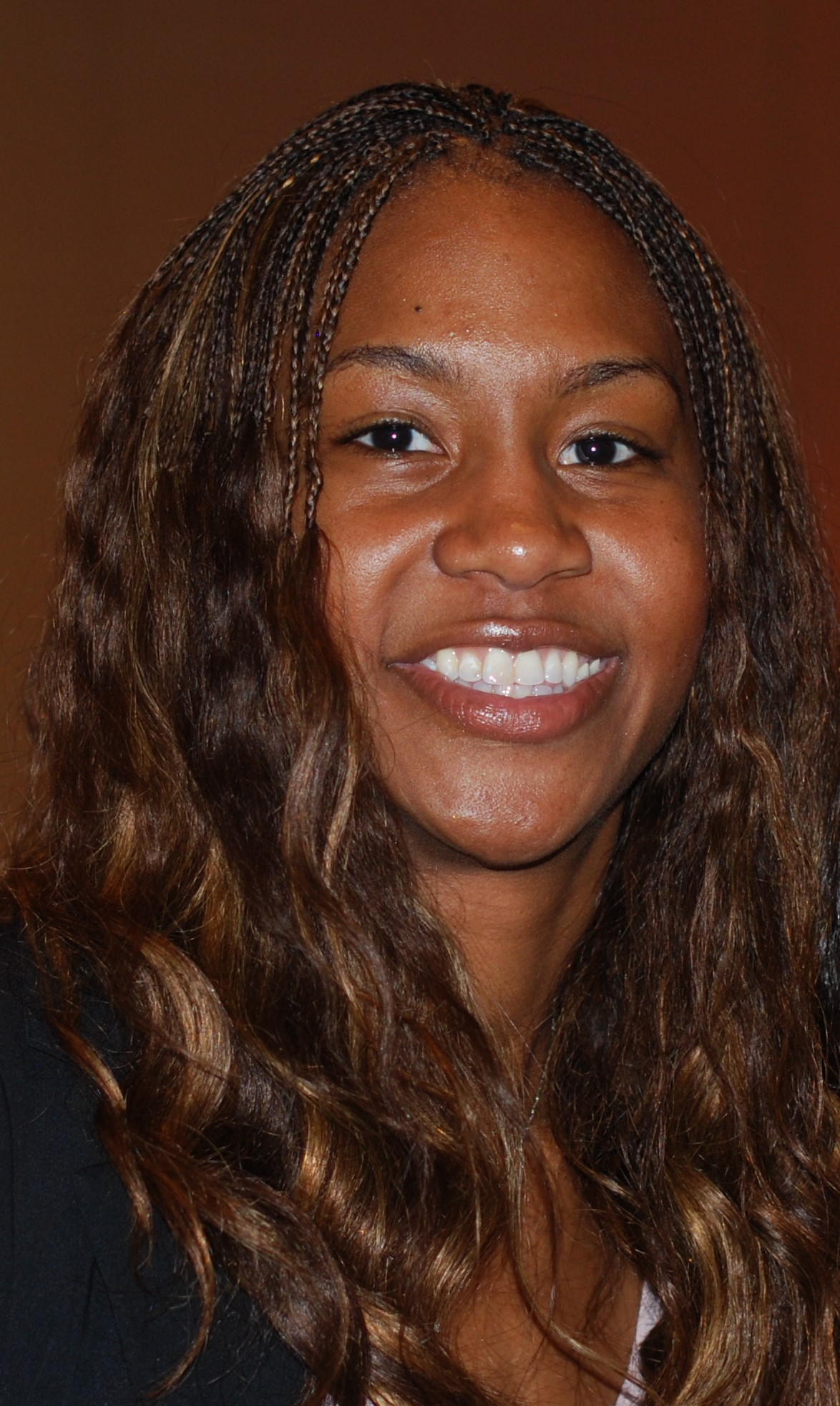
Tamika Catchings, akkor a Duncanville Középiskola játékosa, szerezte meg az első hivatalos ötös duplát

A dupla dupla (angolul: double-double) a kosárlabdában akkor történik, ha egy játékos a következő öt kategóriából legalább kettőben is legalább tízet szerez: pontok, lepattanók, gólpasszok, labdaszerzések és blokkok. Az első dupla a két kategóriára hivatkozik, míg a második a két számjegyre. Hasonlóan létezik tripla dupla, négyes dupla, ötös dupla és hatos dupla is, amely akkor esik meg, ha egy játékos három, négy, illetve öt kategóriában is duplázik. Ugyan a dupla, és tripla duplák gyakoriak, az NBA történetében eddig mindössze négy négyes dupla történt, és profi mérkőzésen még soha nem lehetett ötöset látni.
A hasonló five-by-five fogalom szerint mind az öt kategóriában kell egy játékosnak legalább ötöt elérnie, ez is ritka.

## Dupla dupla
A dupla dupla akkor történik, ha egy játékos az öt statisztikai kategóriából – pontok, lepattanók, gólpasszok, labdaszerzések és blokkok – legalább kettőben is legalább tízet szerez. A leggyakoribb, hogy egy játékos ezt pontokkal és lepattanókkal éri el, amelyet a pontok és gólpasszok követnek. A 2023–2024-es NBA-szezonban 256 játékos 2247 dupla duplát szerzett.
Az 1983–1984-es NBA-szezon óta Tim Duncannek van a legtöbb pont-lepattanó kombinációs dupla duplája 841-gyel, a pont-gólpassz kombinációval pedig John Stockton érte el legtöbbször 714-gyel, míg a lepattanó-gólpassz párosítással Russell Westbrook szerezte a legtöbbet, 142-t. Az NBA történetében Wilt Chamberlainnek van a legtöbb dupla duplája, 968.
A különleges dupla duplák ritkák. Ilyenek a dupla dupla dupla (vagy 20–20 vagy dupla 20), mikor egy játékos legalább húszat ér el két kategóriában, illetve hasonló a 30–30 is. Az egyetlen játékos az NBA történetében, aki elért e a 40–40-et Wilt Chamberlain, neki ez nyolcszor sikerült pályafutása során, négyszer újonc szezonjában.

### Rekordok
- Leghosszabb dupla dupla-sorozat: az Elias Sports Bureau információi szerint Wilt Chamberlain sorozatban 227 mérkőzésen szerzett dupla duplát, 1964 és 1967 között. Ő tudhatja magáénak a második (220) és harmadik leghosszabb (133) sorozatot is.[9] Ez a rekord az ABA és az NBA egyesülése előtt történt, amelyet követően Domantas Sabonis tartja a rekordot, 61 mérkőzéssel.[10]
- Legfiatalabb játékos: Tracy McGrady (Toronto Raptors) 18 évesen és 175 naposan szerezte első dupla dupláját, 1997. november 15-én, tíz ponttal és tizenegy lepattanóval.[11] A WNBA-ben Caitlin Clark tartja a rekordot.
- Legidősebb játékos: Dikembe Mutombo (Houston Rockets) 42 évesen és 289 naposan szerezte utolsó dupla dupláját, 2009. április 10-én, tíz ponttal és 15 lepattanóval.[12]

## Tripla dupla

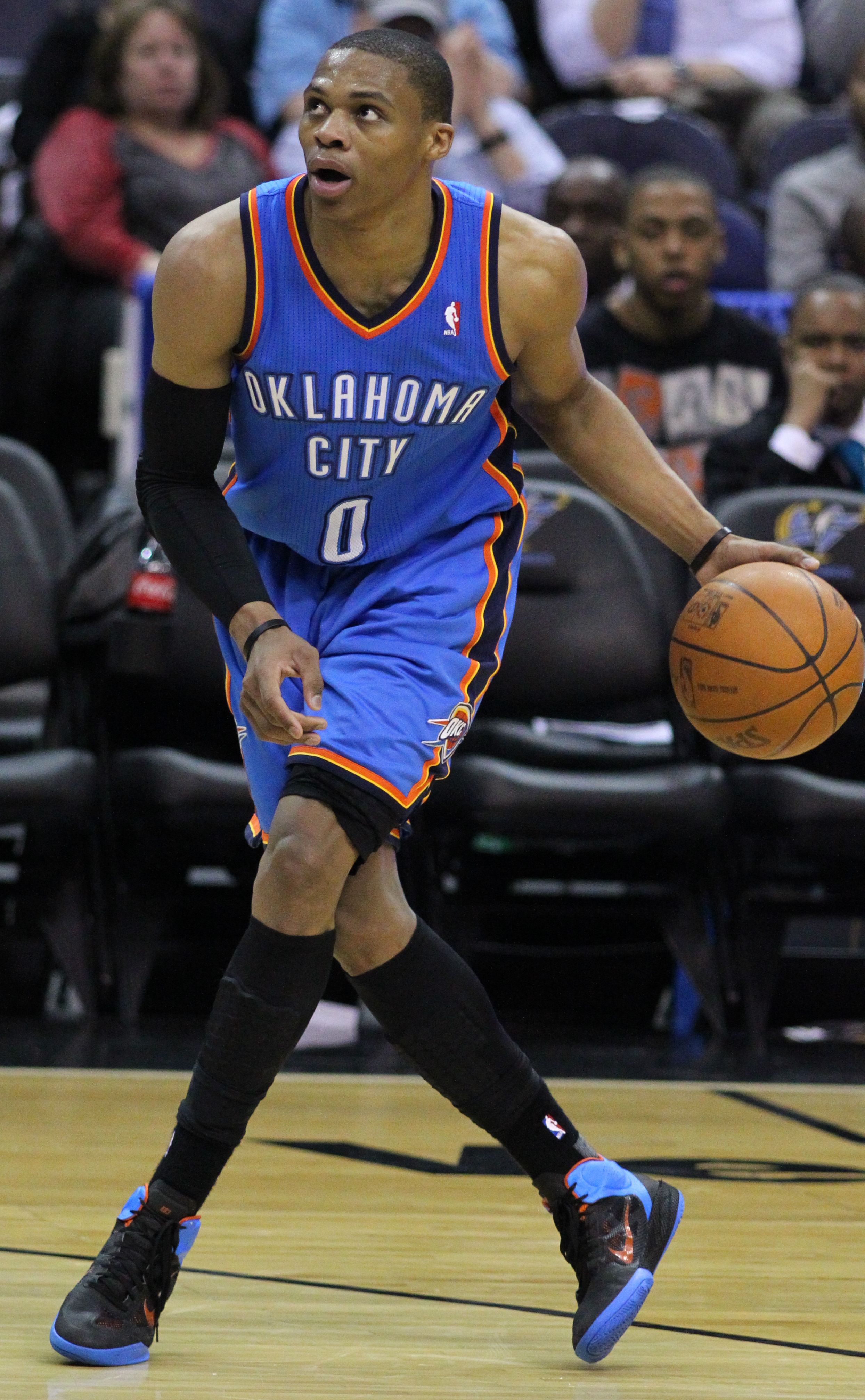
Russell Westbrook négy szezonon keresztül is tripla duplát átlagolt, összesen 202-szer sikerült neki a három kategóriás teljesítmény

A tripla dupla akkor történik, ha egy játékos az öt statisztikai kategóriából háromban legalább tízet szerez. A leggyakoribb ez pontokkal, lepattanókkal és gólpasszokkal történik meg, de egyes esetekben blokkokkal és labdaszerzésekkel is megesik. A kifejezést 1980-ig lehet visszavezetni, bár nem ismert, hogy Bruce Jolesch vagy Harvey Pollack találta ki.

### NBA
A tripla dupla az 1979–1980-as szezonban lett hivatalos statisztika. Abban az évadban 32 tripla dupla volt, tizenkettővel több, mint az előzőben. Az 1979–1980-as szezontól az 1990–1991-es szezonig összesen 543 tripla dupla volt, azaz évadonként 45,25. Ebben nagy szerepet játszott Magic Johnson, aki önmaga ezekből 137-et szerzett. Visszavonulása után a tripla duplák száma nagyot esett, 1991-től a 2014–2015-ös szezonig mindössze 841-et szereztek az NBA játékosai. Jason Kidd szerezte a legtöbbet ebben az időszakban, 107-et, amely 68-cal volt több, mint a második LeBron James. A 2015–2016-os szezonban viszont 46-ról 75-re nőtt a tripla duplák száma az előző szezonhoz képest. A 2016–2017-es szezontól a 2018–2019-esig 352 tripla dupla volt a ligába, azaz átlagosan 117,33 évente. Ebben nagy szerepet játszott az, hogy Russell Westbrook 101-et szerzett ebben a három évben, az összes tripla dupla 28,69%-át.
A 2017-es NBA-szezonban Draymond Green (Golden State Warriors) az első NBA-játékos lett a liga történetében, aki úgy szerzett tripla duplát, hogy nem dobott tíz pontot. 11 lepattanója, 10 gólpassza és 10 labdaszerzése volt, 4 pont mellett.
Megesik, hogy játékosokat azzal vádolnak, hogy amikor kilenc lepattanójuk van a mérkőzés vége felé, direkt hibáznak egy dobásukkal, hogy megszerezhessék az abból származó lepattanót, és ezzel elérjék tripla duplájukat. 2003. március 16-án a Cleveland Cavaliers 120–95-re vezetett a Utah Jazz ellen, négy másodperccel a mérkőzés vége előtt, mikor Ricky Davis saját csapata gyűrűjére dobott, hogy megszerezze tizedik lepattanóját. Ezt kritizálták játékosok, edzők és a sajtó is. Az NBA ezt követően úgy döntött, hogy egyes lepattanókat törölni lehet, ha nem abból származtak, hogy az egyik csapat komolyan próbált pontot szerezni.
Russell Westbrook szerezte a legtöbb tripla duplát, 202-t. Ő és Oscar Robertson tudtak csak tripla duplát átlagolni egy egész szezonban, Robertsonnak egyszer, Westbrooknak négyszer sikerült. A rájátszásban Magic Johnson a legsikeresebb, harminccal.

### WNBA
A tripla duplák sokkal ritkábbak a WNBA-ben, mint az NBA-ben. A mérkőzések rövidebbek és kevesebb is van belőlük, illetve a játékstílus sokkal csapatközpontúbb, nem sztárokra fókuszál. A 2024-es szezonig mindössze 34 tripla duplát szereztek játékosok a liga történetében. Alyssa Thomas szerezte a legtöbbet tizenöttel, őt Sabrina Ionescu (4) és Candace Parker (3) követi.
A rájátszásban szerzett tripla duplák dőlt betűkkel szerepelnek.
| Név                  | Csapat             | Ellenfél           | Dátum      | Pontok | Lepattanók | Gólpasszok | Labdaszerzések | Blokkok |
| -------------------- | ------------------ | ------------------ | ---------- | ------ | ---------- | ---------- | -------------- | ------- |
| Sheryl Swoopes       | Houston Comets     | Detroit Shock      | 1999.07.27 | 14     | 15         | 10         | 3              | 2       |
| Margo Dydek          | Utah Starzz        | Orlando Miracle    | 2001.06.07 | 12     | 11         | 3          | 3              | 10      |
| Lisa Leslie          | Los Angeles Sparks | Detroit Shock      | 2004.09.09 | 29     | 15         | 3          | 2              | 10      |
| Deanna Nolan         | Detroit Shock      | Connecticut Sun    | 2005.05.21 | 11     | 10         | 11         | 1              | 0       |
| Sheryl Swoopes       | Houston Comets     | Seattle Storm      | 2005.09.03 | 14     | 10         | 10         | 2              | 0       |
| Temeka Johnson       | Seattle Storm      | New York Liberty   | 2014.07.24 | 13     | 10         | 11         | 1              | 0       |
| Candace Parker       | Los Angeles Sparks | San Antonio Stars  | 2017.07.28 | 11     | 17         | 11         | 0              | 4       |
| Courtney Vandersloot | Chicago Sky        | Dallas Wings       | 2018.07.20 | 13     | 10         | 15         | 1              | 1       |
| Chelsea Gray         | Los Angeles Sparks | Washington Mystics | 2019.07.07 | 13     | 10         | 13         | 0              | 0       |
| Sabrina Ionescu      | New York Liberty   | Minnesota Lynx     | 2021.05.18 | 26     | 10         | 12         | 0              | 1       |
| Courtney Vandersloot | Chicago Sky        | Connecticut Sun    | 2021.09.28 | 12     | 10         | 18         | 4              | 2       |
| Candace Parker       | Chicago Sky        | Washington Mystics | 2022.05.22 | 16     | 13         | 10         | 0              | 0       |
| Sabrina Ionescu      | New York Liberty   | Chicago Sky        | 2022.06.12 | 27     | 13         | 12         | 0              | 0       |
| Candace Parker       | Chicago Sky        | Los Angeles Sparks | 2022.06.23 | 10     | 14         | 10         | 1              | 2       |
| Moriah Jefferson     | Minnesota Lynx     | Dallas Wings       | 2022.06.28 | 13     | 10         | 10         | 2              | 0       |
| Sabrina Ionescu      | New York Liberty   | Las Vegas Aces     | 2022.07.06 | 31     | 13         | 10         | 0              | 0       |
| Alyssa Thomas        | Connecticut Sun    | Minnesota Lynx     | 2022.07.22 | 15     | 10         | 12         | 3              | 0       |
| Alyssa Thomas        | Connecticut Sun    | Phoenix Mercury    | 2022.08.02 | 10     | 12         | 10         | 1              | 0       |
| Alyssa Thomas        | Connecticut Sun    | Las Vegas Aces     | 2022.09.15 | 16     | 15         | 11         | 2              | 1       |
| Alyssa Thomas        | Connecticut Sun    | Las Vegas Aces     | 2022.09.18 | 11     | 10         | 11         | 2              | 2       |
| Alyssa Thomas        | Connecticut Sun    | Seattle Storm      | 2023.06.20 | 13     | 15         | 12         | 3              | 0       |
| Alyssa Thomas        | Connecticut Sun    | Chicago Sky        | 2023.06.25 | 14     | 12         | 11         | 2              | 0       |
| Alyssa Thomas        | Connecticut Sun    | New York Liberty   | 2023.06.27 | 11     | 10         | 10         | 4              | 1       |
| Courtney Williams    | Chicago Sky        | Los Angeles Sparks | 2023.06.30 | 12     | 11         | 13         | 1              | 0       |
| Satou Sabally        | Dallas Wings       | New York Liberty   | 2023.07.28 | 14     | 11         | 10         | 0              | 1       |
| Alyssa Thomas        | Connecticut Sun    | Minnesota Lynx     | 2023.07.30 | 17     | 14         | 11         | 0              | 2       |
| Alyssa Thomas        | Connecticut Sun    | Minnesota Lynx     | 2023.08.01 | 21     | 20         | 12         | 3              | 1       |
| Natasha Howard       | Dallas Wings       | Chicago Sky        | 2023.08.04 | 28     | 12         | 11         | 2              | 0       |
| Chelsea Gray         | Las Vegas Aces     | New York Liberty   | 2023.08.18 | 22     | 11         | 11         | 3              | 0       |
| Alyssa Thomas        | Connecticut Sun    | Los Angeles Sparks | 2023.09.05 | 27     | 12         | 14         | 6              | 1       |
| Sug Sutton           | Phoenix Mercury    | Las Vegas Aces     | 2023.09.08 | 18     | 11         | 11         | 2              | 0       |
| Courtney Williams    | Chicago Sky        | Connecticut Sun    | 2023.09.10 | 23     | 16         | 13         | 2              | 0       |
| Alyssa Thomas        | Connecticut Sun    | New York Liberty   | 2023.10.01 | 17     | 15         | 11         | 2              | 0       |
| Alyssa Thomas        | Connecticut Sun    | Indiana Fever      | 2024.05.14 | 13     | 10         | 13         | 3              | 0       |
| Layshia Clarendon    | Los Angeles Sparks | Atlanta Dream      | 2024.05.15 | 11     | 10         | 10         | 2              | 0       |
| Alyssa Thomas        | Connecticut Sun    | Minnesota Lynx     | 2024.07.04 | 13     | 10         | 14         | 0              | 0       |
| Caitlin Clark        | Indiana Fever      | New York Liberty   | 2024.07.06 | 19     | 12         | 13         | 2              | 0       |
| Tina Charles         | Atlanta Dream      | Seattle Storm      | 2024.08.29 | 19     | 17         | 10         | 4              | 1       |
| Caitlin Clark        | Indiana Fever      | Los Angeles Sparks | 2024.09.04 | 24     | 10         | 10         | 3              | 0       |
| Alyssa Thomas        | Connecticut Sun    | Los Angeles Sparks | 2024.08.08 | 12     | 10         | 11         | 2              | 1       |
| Alyssa Thomas        | Connecticut Sun    | Indiana Fever      | 2024.09.22 | 12     | 10         | 13         | 0              | 0       |

### Európa-bajnokság és Euroliga
| Név               | Csapat           | Ellenfél           | Szezon    | Pontok | Lepattanók | Gólpasszok | For.   |
| ----------------- | ---------------- | ------------------ | --------- | ------ | ---------- | ---------- | ------ |
| Keith Williams    | Śląsk Wrocław    | Dinamo Tbiliszi    | 1992–1993 | 30     | 10         | 16         | [ 28 ] |
| Vaszilij Karaszev | CSZKA Moszkva    | Olimbiakósz        | 1994–1995 | 21     | 10         | 10         | [ 28 ] |
| Bill Edwards      | PAÓK             | Cholet Basket      | 1999–2000 | 24     | 15         | 10         | [ 28 ] |
| Derrick Phelps    | ALBA Berlin      | Iraklísz           | 2000–2001 | 11     | 10         | 12         | [ 28 ] |
| Nikola Vujčić     | Makkabi Tel-Aviv | Prokom Trefl       | 2005–2006 | 11     | 12         | 11         | [ 28 ] |
| Nikola Vujčić     | Makkabi Tel-Aviv | Olimpija Ljubljana | 2006–2007 | 27     | 10         | 10         | [ 28 ] |
| Nick Calathes     | Panathinaikósz   | Budućnost          | 2018–2019 | 11     | 12         | 18         | [ 28 ] |

## Négyes dupla
A négyes dupla akkor történik, ha egy játékos az öt statisztikai kategóriából négyben legalább tízet szerez.

### NBA
| Név              | Dátum      | Csapat            | Eredmény | Ellenfél        | JP. | P. | LP. | GP. | L. | B. | Hosszabbítás |
| ---------------- | ---------- | ----------------- | -------- | --------------- | --- | -- | --- | --- | -- | -- | ------------ |
| Nate Thurmond*   | 1974.10.18 | Chicago Bulls     | 120–115  | Atlanta Hawks   | 45  | 22 | 14  | 13  | 1  | 12 | Igen         |
| Alvin Robertson  | 1986.02.18 | San Antonio Spurs | 120–114  | Phoenix Suns    | 36  | 20 | 11  | 10  | 10 | 0  | Nem          |
| Hakeem Olajuwon* | 1990.03.29 | Houston Rockets   | 120–94   | Milwaukee Bucks | 40  | 18 | 16  | 10  | 1  | 11 | Nem          |
| David Robinson*  | 1994.02.17 | San Antonio Spurs | 115–96   | Detroit Pistons | 43  | 34 | 10  | 10  | 2  | 10 | Nem          |

Az alábbi listán olyan tripla duplák szerepelnek, ahol egy negyedik kategóriában egy játékos kilencet szerzett:
| Név                    | Dátum      | Csapat                 | Ellenfél              | JP. | P. | LP. | GP. | L. | B. | Hosszabbítás |
| ---------------------- | ---------- | ---------------------- | --------------------- | --- | -- | --- | --- | -- | -- | ------------ |
| Rick Barry*            | 1974.10.29 | Golden State Warriors  | Buffalo Braves        | 43  | 30 | 10  | 11  | 9  | —  | Nem          |
| Larry Steele           | 1974.11.16 | Portland Trail Blazers | Los Angeles Lakers    | 44  | 12 | 11  | 9   | 10 | —  | Nem          |
| Johnny Moore           | 1985.01.08 | San Antonio Spurs      | Golden State Warriors | 36  | 26 | 11  | 13  | 9  | —  | Nem          |
| Larry Bird*            | 1985.02.18 | Boston Celtics         | Utah Jazz             | 33  | 30 | 12  | 10  | 9  | —  | Nem          |
| Micheal Ray Richardson | 1985.10.30 | New Jersey Nets        | Indiana Pacers        | 54  | 38 | 11  | 11  | 9  | —  | Igen (3)     |
| Clyde Drexler*         | 1986.01.10 | Portland Trail Blazers | Milwaukee Bucks       | 42  | 26 | 9   | 11  | 10 | —  | Nem          |
| Hakeem Olajuwon*       | 1990.03.03 | Houston Rockets        | Golden State Warriors | 40  | 29 | 18  | 9   | 5  | 11 | Nem          |
| Clyde Drexler*         | 1996.11.01 | Houston Rockets        | Sacramento Kings      | 42  | 25 | 10  | 9   | 10 | —  | Nem          |

A sárgával kiemelt játékosok helyet kaptak a Naismith Memorial Basketball Hall of Fame-ben.

## Ötös dupla
Az ötös dupla akkor történik, ha egy játékos az öt statisztikai kategóriából mindegyikben legalább tízet szerez. Összesen csak öt ilyen teljesítmény ismert, egyik se profi mérkőzésen és mindegyiket női játékos érte el:
| Játékos           | Középiskola           | Év   | Statisztika | Statisztika | Statisztika | Statisztika    | Statisztika | Statisztika |
| Játékos           | Középiskola           | Év   | Pont        | Lepattanó   | Gólpasszok  | Labdaszerzések | Blokkok     | For.        |
| ----------------- | --------------------- | ---- | ----------- | ----------- | ----------- | -------------- | ----------- | ----------- |
| Tamika Catchings  | Duncanville           | 1997 | 25          | 18          | 11          | 10             | 10          | [ 43 ]      |
| Alex Montgomery   | Lincoln               | 2007 | 27          | 22          | 10          | 10             | 10          | [ 44 ]      |
| Aimee Oertner     | Northern Lehigh       | 2012 | 26          | 20          | 10          | 10             | 11          | [ 45 ]      |
| Kieonna Christmas | Fonda-Fultonville     | 2024 | 11          | 20          | 11          | 10             | 10          | [ 46 ]      |
| Kira Reynolds     | South Bend Washington | 2025 | 14          | 18          | 12          | 11             | 10          | [ 47 ]      |

Egyes információk szerint 1968. március 18-án Wilt Chamberlain szerzett egy ötös duplát azt NBA-ben, 53 ponttal, 32 lepattanóval, 14 gólpasszal, 24 blokkal és 11 labdaszerzéssel, de ez az információ nem megerősíthető, mert az NBA 1974-ig nem kezdte el gyűjteni a labdaszerzési-, és blokk-statisztikákat. Harvey Pollack philadelphiai statisztikus, aki a helyszínen volt, azt nyilatkozta, hogy nem kizárt, hogy pályafutása során Chamberlain több ötös duplát szerzett.
2023 januárjáig egyetlen játékos se szerzett legalább 10 labdaszerzést és 10 blokkot ugyanazon a mérkőzésen. A legtöbb blokkot egy mérkőzésen, amelyen egy játékos átlépte a tíz labdaszerzést, Draymond Green érte el, öttel, míg a legtöbb labdaszerzést egy mérkőzésen, amelyen egy játékos átlépte a tíz blokkot, Andrej Kirilenko és Hakeem Olajuwon érték el, nyolccal.

## Five-by-five
A five-by-five akkor történik, ha egy játékos az öt statisztikai kategóriából mindegyikben szerez legalább ötöt. Az NBA-ben csak az 1973–1974-es szezontól kezdték el számontartani a labdaszerzéseket és a blokkakt, így az az előtt szerzett five-by-five-ok nem ismertek. Hakeem Olajuwon hatszor, Andrej Kirilenko háromszor, Victor Wembanyama pedig kétszer érték el, csak ők szereztek több, mint egyet az NBA-ben. Olajuwon és Kirilenko elérték a six-by-five-ot is (legalább hat mindegyik kategóriában). Mindössze kétszer szerzett egy játékos ugyanazon a mérkőzésen egy five-by-five-ot és egy tripla duplát (mindkétszer Olajuwon, egyik mérkőzésen csak egy gólpasszra volt egy négyes duplától). Kirilenko és Marcus Camby pedig úgy szereztek five-by-five-ot, hogy nem szereztek legalább egy dupla duplát.

### Rekordok
- A legjobb five-by-five (legtöbb a kategóriákban): Hakeem Olajuwon 1987. március 10-én six-by-five-ot szerzett (legalább hat minden kategóriában).[55] Majdnem húsz év kellett, hogy ez újra megtörténjen: 2006. január 3-án Andrej Kirilenko érte el.[56]
- Legtöbb five-by-five egy pályafutás során: Hakeem Olajuwon hat five-by-five-ot szerzett karrierje során.[53] Őt Andrej Kirilenko (3) és Victor Wembanyama (2) követi.[57]
- Legtöbb five-by-five egy szezonban: Csak kétszer szerzett egy játékos egy szezonban legalább két five-by-five-ot. Olajuwon hármat szerzett 1993–1994-ben, Kirilenko pedig kettőt a 2003–2004-es évadban.[57]
- Legrövidebb idő két five-by-five között: Kirilenko 2003. december 3-án, majd egy héttel később szerzett egy másodikat. Olajuwon első két five-by-five-ja között az 1993–1994-es szezonban 55 nap telt el.
- Legrövidebb idő alatt szerzett five-by-five: Victor Wembanyama 30 perc és 55 másodperc alatt szerzett five-by-five-ot 2024. február 23-án.[58]
- Legfiatalabb játékos: Wembanyama 20 évesen és 50 naposan szerzett five-by-five-ot.[59]
- Legidősebb játékos: Olajuwon 30 évesen és 343 naposan szerzett five-by-five-ot.[57]